# 437

## Nașteri
- dată necunoscută: Remi de Reims preot francez (d. 533)